# 塔新航空
塔新航空，又稱維斯塔拉航空，法定名稱為塔塔SIA航空有限公司（英語：Tata SIA Airlines Limited），是一家印度的傳統航空公司，總部位於古爾岡，以英迪拉·甘地國際機場作為樞紐機場。公司由塔塔父子和新加坡航空以合資的方式經營，並在2015年1月9日首航和運營德里至孟買的航線。截至2016年6月塔新航空的載客量已經超過200萬人次。 而截至2019年5月；它在國內航線的佔有率達至百分之四點七，成為印度第六大的國內航線營運者。目前塔新航空擁有34個航點， 並以空中巴士A320neo、空中巴士A321neo及波音787-9營運。

## 歷史

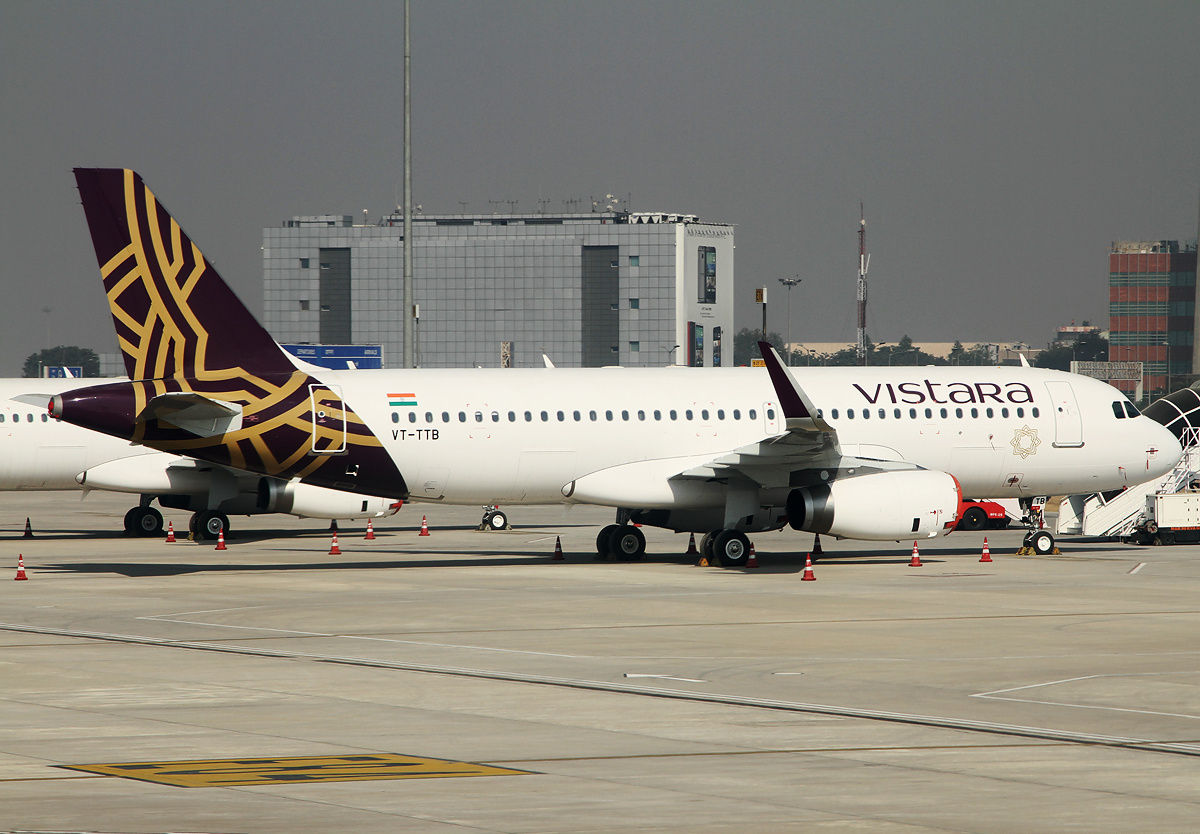
塔新航空的第一架空中巴士A320（VT-TTB）停泊在英迪拉·甘地國際機場

塔新航空在2013年創立，是一間由印度的綜合企業塔塔父子和新加坡航空共同創立的合資公司。 兩間公司曾經在1990年代中在印度投標開辦一家傳統航空公司，但最後因被印度政府拒絕監管而令投標失敗。 在2012年，印度開放百分之49的航空業予外商直接投資（FDI），塔塔父子和新加坡航空決定再一次在印度成立一家合資航空公司。 合資後成立的塔塔SIA航空有限公司（TASL）定位是一家優質的傳統航空公司，以服務被低成本航空公司主導的印度民航市場對高端商務旅客的需求。在2013年10月，TASL的合資公司申請獲得印度外國投資促進委員會批准，允許新加坡航空擁有TASL百分之四十九的股份。 兩家母公司最初承諾投資合共1億美元作為啟動資金，由塔塔父子擁有當中百分之五十一的資金；新加坡航空則擁有餘下百分之四十九。 這是塔塔集團第二次涉足航空業，當中包括在印度亞洲航空擁有的少數股權。 該公司第一次涉足航空業是在1930年代成立的塔塔航空，其後經過國有化後成為了國家航空公司印度航空。
2014年8月11日，TASL公開其英文品牌名稱「Vistara」。 該名字的由來是梵語「vistāra」，意指廣闊無垠。 2014年12月15日，塔新航空獲得民航總局發出的航空營運證明書；並在2015年1月9日開始運營。 塔新航空成為第一家在孟買賈特拉帕蒂·希瓦吉·馬哈拉傑國際機場新建的二號客運大樓運營國內線的航空公司。 2015年8月24日，塔新航空成立航空保安培訓學院，為公司的座艙和飛行人員、保安人員和其他與航空業相關的員工作培訓。學院已經取得自民航局發出的必要批准。 在開始運營的第一個月，塔新航空保持超過百分之九十的極高正點率，名列所有印度國內線航空公司之冠。 2015年8月20日，塔新航空的載客量在開始運營後七個幾月便達至五十萬人次。 截至2016年6月，塔新航空已佔有印度國內線市場百分之二。 2018年4月，塔新航空獲得國際航空運輸協會（IATA）的會籍， IATA的成員包括代表、領導和服務於航空業的全球280多家航空公司。塔新航空同時成為少數擁有IATA會籍的印度籍航空公司。
2019年7月11日，塔新航空宣佈它們第一個國際線航點將會是新加坡。德里至新加坡和孟買至新加坡的航線分別於8月6日和7日正式啟航，並以前身為印度捷特航空擁有的波音737-800客機飛行。
2020年2月29日，塔新航空接收第一架波音787-9廣體客機，成為印度第一家營運此款機型的印度籍航空公司，並將會接收多五架同型客機。 2020年5月28日，塔新航空的波音787-9在德里至加爾各答的航線上首航。 同年8月28日，塔新航空開始營運第一條洲際航線，航線是德里至倫敦希斯路。
2022年1月印度航空收歸塔塔集團以後，資訊來源報道出了印度航空與塔新航空的合併的機會。2022年11月，塔塔集團與新加坡航空確認將兩家航空公司合併。根據合併計劃，新航將擁有新公司25.1%的股份，預計將於2024年3月完成。

## 公司事務
2014年4月15日， 塔新航空分別任命楊丕德和卓嚴民為行政總裁（CEO）和首席商務主任（CCO），兩人均來自新加坡航空。
2015年3月，塔新航空把總部搬到德里的衞星城市；位於古爾岡43區的地平線中心。 公司最初由一個三人董事會組成，包括來自塔塔集團的董事長普拉薩德·梅農、木孔德·拉詹和來自新加坡航空的麥瑞華。 2015年8月，索姆·米塔爾和桑吉塔·彭杜卡加入董事會，並向公司增加注股20億盧比（2,800萬美元），成為塔塔集團和新加坡航空50億盧比（7000萬美元）股份的一部分。 2016年1月，現任泰坦公司董事總經理巴斯卡爾·巴特因普拉薩德·梅農退休而成為新任董事會主席。 2016年3月，塔新航空任命桑吉夫·卡普爾為首席戰略和商務主任，頂替將在2016年4月中因完成代理職務而離開的卓嚴民。
2017年10月16日，公司宣布湯康莊將會頂替楊丕德成為塔新航空的行政總裁。 楊丕德將會回到新加坡航空執行高級管理職務；並成為客戶體驗署理高級副總裁。 湯康莊在加入塔新航空前曾經是新加坡航空副公司廉價航空控股的首席商務主任。 而在加入廉價航空控股前，湯康莊曾經是新加坡航空傳統區域航空子公司，勝安航空的行政總裁。 桑吉夫·卡普爾在2019年12月31日辭任首席戰略和商務主任，並由首席戰略主任維諾德·坎南頂替卡普爾的職務。

## 航點
截至2019年10月，塔新航空擁有34個航點，每星期營運超過1200班航班。 樞紐機場設於英迪拉·甘地國際機場。塔新航空在2015年1月9日首航德里至孟買的航線。 在2019年8月6日，塔新航空以一架前身為印度捷特航空擁有的波音737-800首航第一班國際航線，航點為德里至新加坡。

### 代碼共享
塔新航空與以下航空公司實行代碼共享：
- 英國航空[57]
- 日本航空
- 漢莎航空[58]
- 勝安航空[59]
- 新加坡航空[59]
- 聯合航空[60]
- 長榮航空
- 波蘭航空

### 聯程機票
塔新航空與以下航空公司實行聯程機票：
- 俄羅斯航空
- 法國航空
- 毛里裘斯航空
- 全日本空輸
- 韓亞航空
- 英國航空[62]
- 阿聯酋航空
- 埃塞俄比亞航空
- 芬蘭航空
- 杜拜航空
- 海灣航空
- 日本航空
- 肯雅航空
- 荷蘭皇家航空
- 科威特航空
- 卡塔爾航空[63]
- 勝安航空
- 新加坡航空[64]
- 斯里蘭卡航空
- 土耳其航空
- 聯合航空

## 機隊
截至2024年5月，塔新航空的機隊詳細資料如下：
| 機型             | 數量 | 已訂購 | 座位數目             | 座位數目             | 座位數目                | 座位數目                | 備註                                   |
| 機型             | 數量 | 已訂購 | J                    | S                    | Y                       | 總數                    | 備註                                   |
| ---------------- | ---- | ------ | -------------------- | -------------------- | ----------------------- | ----------------------- | -------------------------------------- |
| 空中巴士A320-200 | —    | —      | 8                    | 24                   | 126                     | 158                     | 已全數退租予租賃方                     |
| 空中巴士A320neo  | 53   | —      | 8 ／ 0（單倉等機隊） | 24／ 0（單倉等機隊） | 126／ 180（單倉等機隊） | 158／ 180（單倉等機隊） | VT-TYA—VT-TYG為全經濟倉客機            |
| 空中巴士A321neo  | 10   | —      | 12                   | 24                   | 152                     | 188                     |                                        |
| 波音737-800      | —    | —      | 12                   | —                    | 156                     | 168                     | 前印度捷特航空客機，已全數退租予租賃方 |
| 波音787-9        | 7    | —      | 30                   | 21                   | 248                     | 299                     |                                        |
| 總數             | 70   | —      |                      |                      |                         |                         |                                        |

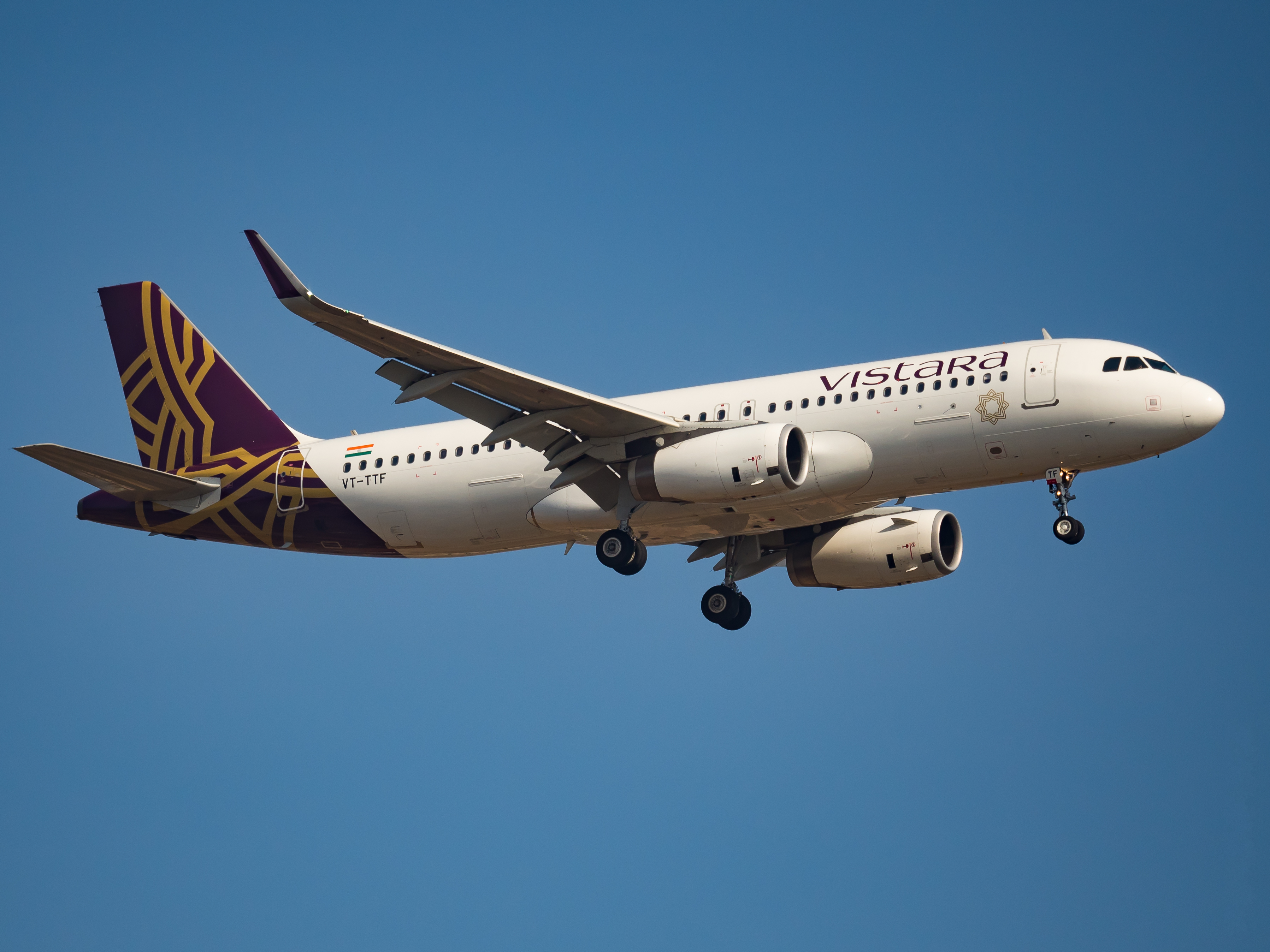
塔新航空的空中巴士A320-200，已全數退役

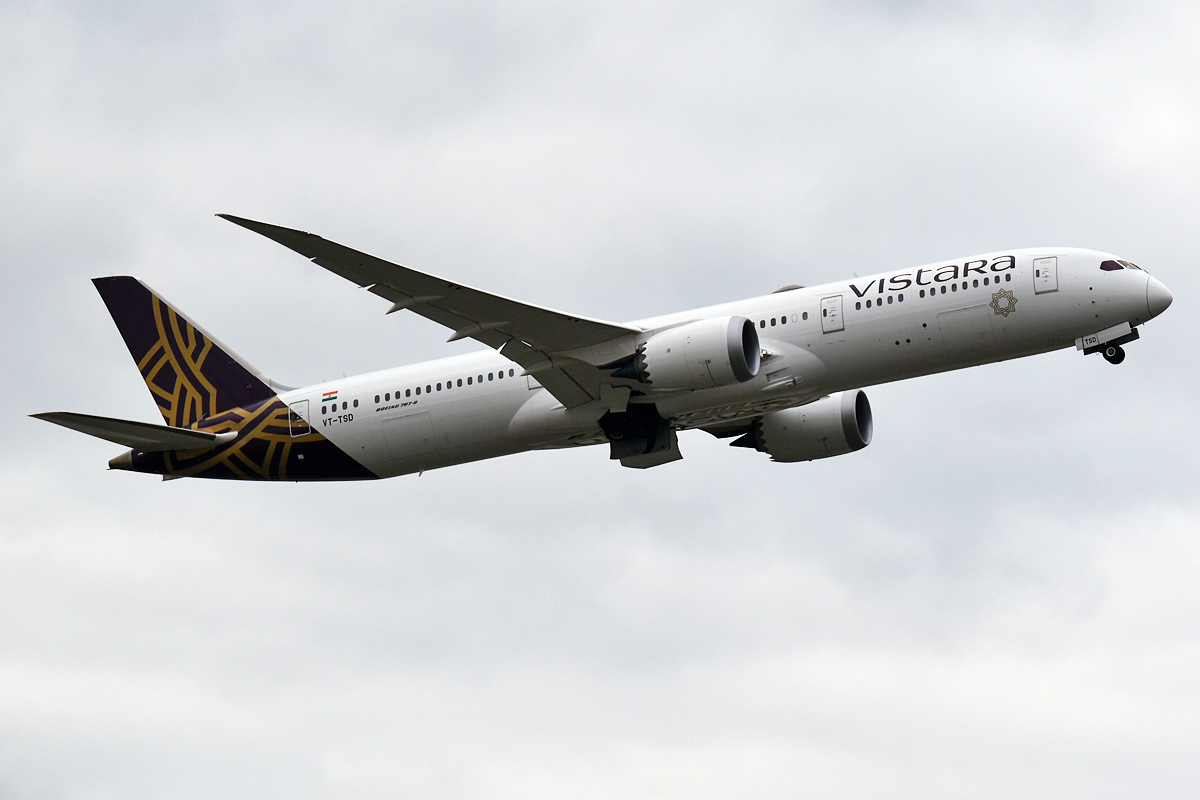
塔新航空的波音787-9

2014年9月25日，塔新航空在新德里接收第一架飛機。 2016年10月，塔新航空接收第一份13架空中巴士A320的訂單中的最後一架飛機， 並於2018年年中接收7架空中巴士A320neo。 2015年3月，楊丕德公佈塔新航空計劃採購數目不定的窄體和廣體飛機，以加強國內線網絡及在兩年內開辦國際線。 塔新航空在印度捷特航空停飛後租入9架前印度捷特航空的波音737-800。 其後塔新航空在2020年3月把其中2架737退租，其餘的7架波音737-800及全數空中巴士A320-200因屬於長期租賃，於2022至2023年間全數離開機隊，退回租賃方。塔新航空亦在2021至2022年接收了七架全經濟倉等的空中巴士A320neo客機。
塔新航空向波音訂購了7架波音787-9客機；首架波音夢想客機在2020年2月交付，而最後一架則要在2024年3月才交付。

## 服務

### 客艙

#### 商務艙
塔新航空在波音787-9客機上以1-2-1排列安裝了30個STELIA航天的商務座位。 每個座位均可以完全平躺，並以皮革裝飾。座位的間距為44英寸；平躺時則有76英寸。座位設有個人收納空間、交流電源插座和USB插座、18英寸高清觸控式螢幕、控制顯示屏和控制環境照明的遙控器。
塔新航空在158座的空中巴士A320-200客機上以2-2排列安裝了8個商務座位。座位的闊度是20.12英寸（511），間距則有42英寸（1,100）。

#### 豪華經濟艙
塔新航空是第一家在印度國內線市場提供豪華經濟艙的航空公司。
現時塔新航空在158座單走道的空中巴士A320-200客機上以3-3排列安裝了24個豪華經濟座位。每個座位闊18英寸（460），間距則有33—36英寸（840—910）。
而在波音787-9夢想客機上則以2-3-2排列裝有21個瑞卡羅的豪華經濟座位。座位以皮革裝飾，間距為38英寸；斜倚達7英寸。座位配備可調腳凳和伸縮腳踏板，以及六向可調節頭枕。座位均設有交流電源插座和USB插座和13英寸高清觸控式螢幕。

#### 經濟艙
在波音787-9夢想客機上塔新航空裝有248個瑞卡羅的經濟座位。全部以3-3-3排列，間距為31英寸；斜倚為5英寸。座位均裝有12英寸高清觸控式螢幕、六向可調節頭枕和USB插座。

### 機上娛樂
「Vistara World」是塔新航空可供乘客用自己的個人流動裝置使用的無線上網機上娛樂系統。塔新航空的無線機上娛樂系統是開發自藍盒航空系統。 它提供超過70小時長；多元選擇和各種類型的寶萊塢和好萊塢媒體。當中包括不同類別如戲劇、浪漫劇，喜劇，驚悚劇，動作劇，冒險劇和兒童內容，同時包括受歡迎的印度和西方電視節目和不同的音樂選擇，如印度音樂，流行樂，爵士樂，藍調，搖滾樂，電子樂和英式懷舊音樂。「Vistara World」也提供允許乘客在飛行時追踪飛機的實時移動地圖。

### 餐飲
塔新航空的餐膳是由塔塔集團和新加坡公司合資的泰姬陵新翔飲食服務提供，由泰姬陵酒店集團前行政總廚阿倫·巴特拉作領導。 塔新航空於一天內不同時間為不同艙等提供四次餐膳，包括早餐、茶點、午餐和晚餐，當中經濟艙會提供一款素菜和一款非素菜；豪華經濟艙會提供兩款素菜和一款非素菜；商務艙會提供兩款素菜和兩款非素菜。餐單通常每七天更改一次；而午餐和晚餐均有不同的菜單。旅客也可在出發前24小時要求提供特殊餐點。

### 機場貴賓室
2016年3月29日，塔新航空於德里的英迪拉·甘地國際機場三號客運大樓離境層為商務艙乘客和「Club Vistara」白金和金卡會員提供高級貴賓室服務。貴賓室在禁區內佔地250平方米；並可以同時容納75人。
2020年4月1日起，塔新航空關閉了位於德里的英迪拉·甘地國際機場三號客運大樓的旗艦貴賓室。現時塔新航空符合條件的乘客可以使用於英迪拉·甘地國際機場三號客運大樓閣樓的環亞機場貴賓室。 

## 飛行常客計劃
「Club Vistara」是塔新航空推出的飛行常客獎勵計劃， 它是根據乘客花費在機票上的錢而不是以飛行里數賺取積分。 2015年1月29日，塔新航空宣佈與新加坡航空進行合作夥伴協議，允許乘客以「Club Vistara」的會藉賺取和兌換在新加坡航空和勝安航空的「KrisFlyer」計劃內的里數。

## 外部連結
维基共享资源上的相關多媒體資源：塔新航空
- 官方網站 （页面存档备份，存于）（英文）